# Hydriastele boumae
Hydriastele boumae là loài thực vật có hoa thuộc họ Arecaceae. Loài này được W.J.Baker & D.Watling mô tả khoa học đầu tiên năm 2004.